# وادیا (استان شرقی)
وادیا (به لاتین: Wadiya) یک منطقهٔ مسکونی در سری‌لانکا است که در استان مرکزی (سری‌لانکا) واقع شده‌است.